# Stayokay

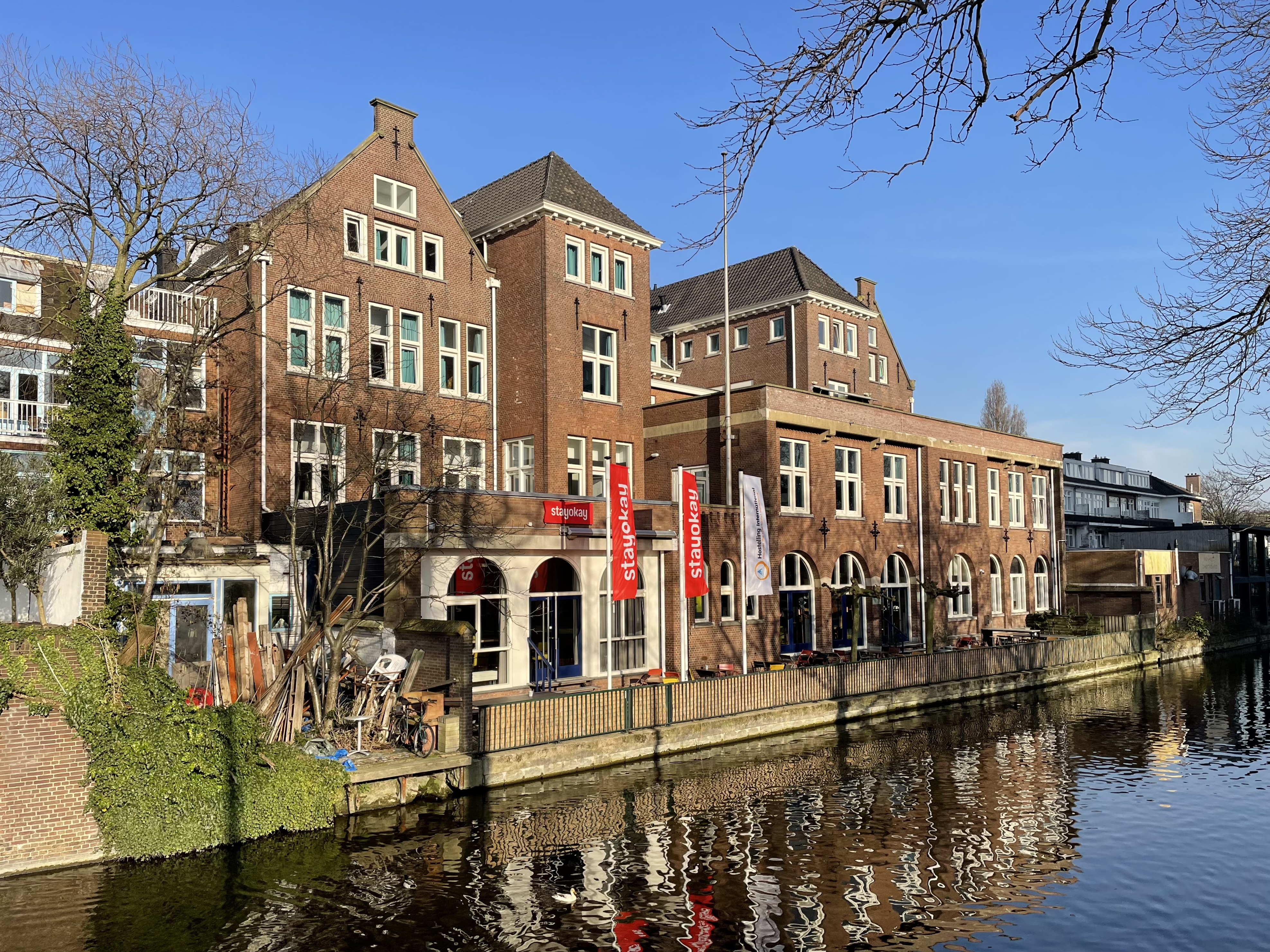
Stayokay Den Haag

Stayokay is een Nederlandse keten van hostels.

## Geschiedenis
Stayokay is in 1929 opgericht als de Nederlandse Jeugdherbergcentrale (NJHC). In 2003 werd de naam veranderd in Stayokay. De organisatie zelf noemt de vestigingen sindsdien geen jeugdherbergen meer maar 'hostels'. Het hoofdkantoor is gehuisvest boven Stayokay Amsterdam Oost, in de Indische Buurt. 
De organisatie richt zich naast backpackers (vooral in Amsterdam) ook op jonge gezinnen, senioren en groepen. Daarnaast beschikken sommige hostels over vergaderfaciliteiten. Stayokay is aangesloten bij het internationale netwerk Hostelling International. In 2008 ontving Stayokay als eerste accommodatieverschaffende keten in Nederland het Europees ecolabel.

## Locaties van Stayokay
Stayokay heeft locaties verspreid over Nederland, van de Waddeneilanden tot in het centrum van de stad. Enkele locaties zijn gevestigd in bijzondere gebouwen zoals in een kasteel (Heemskerk, Domburg, Utrecht-Bunnik), in kubuswoningen (Rotterdam), in een grachtenpand (Amsterdam) en in een Noors jachthuis (Gorssel).
Per 1 november 2021 heeft Stayokay de volgende locaties:
- Amsterdam Stadsdoelen
- Amsterdam Vondelpark
- Amsterdam Oost
- Apeldoorn
- Arnhem
- Den Haag
- Domburg
- Dordrecht
- Egmond
- Eindhoven
- Gorssel
- Haarlem
- Heemskerk
- Maastricht
- Noordwijk
- Rotterdam
- Soest
- Terschelling
- Texel
- Utrecht-Bunnik
- Utrecht Centrum

### Voormalige vestigingen van Stayokay of NJHC-herbergen
Ooit waren er meer dan vijftig jeugdherbergen en in het verleden waren er ook van Stayokay meer vestigingen. Locaties zijn gesloten om verschillende redenen en soms door een andere organisatie overgenomen.
| Plaats                | Opmerking of reden |
| --------------------- | --- |
| Ameland (Hollum)      | Op 26 mei 2016 sloot Stayokay Ameland zijn deuren, en is per 26 mei 2016 overgenomen door Sier aan Zee. |
| Amersfoort            | Van 1926 tot 1929 in veestallen van de familie Leijenhorst aan de Dorresteinseweg; van 1929 tot 1948 in voormalig klooster Mariënhof; van 1948 tot ong. 1990 in villa 'De Grasheuvel' aan De Genestetlaan.                                   |
| Bakkum                | Eind 2012 is Stayokay Bakkum gesloten. |
| Broek in Waterland    | In de zomermaanden in het voormalig weeshuis aan het Leeteinde van 1953 tot 1978. Was een van de grootste herbergen in de Benelux. |
| Doorwerth             | Per 1 juli 2015 is Stayokay Doorwerth gesloten. |
| Elst                  | Geopend in 1948 in barakken van de gewezen Nederlandse Arbeidsdienst De Eikelkamp met openluchttheater. Op 26 augustus 2011 sloot Stayokay Elst zijn deuren. De pachtovereenkomst met landgoed Prattenburg liep af en werd niet verlengd.    |
| Emmen                 | Jeugdherberg De Hunehoek, van 1940 t/m 1969. |
| Grouw                 | In 2012 zelfstandig verder gegaan als Oer 't Hout. |
| Heeg                  | Sinds 1946 It Beaken. Als Stayokay gesloten sinds 1 januari 2021. |
| Kortenhoef            | Jeugdherberg De Karekiet, van 1929 tot ong. 1990. |
| De Kaag               | Jeugdherberg De Trekschuit, van ca. 1933 tot ong. 1980. Sindsdien een hotel. |
| Loosduinen (Den Haag) | Jeugdherberg Ockenburgh van 1947 tot 1998. Na opening van de uitbreiding in 1974 was deze vestiging met 400 bedden één van de grootste jeugdherbergen ter wereld. Vervangen door de vestiging in de Scheepmakersstraat.                      |
| Meppel                | Vanaf 1935 'de Parkhoeve' geëxploiteerd door een Meppeler Jeugdherbergstichting. Later werd de herberg door de NJHC geëxploiteerd die het in 2002 sloot. Sinds 2004 Meppel’s Inn, groepsaccommodatie en hostel met particuliere exploitatie. |
| Nijverdal             | Onbekende reden. |
| Oldebroek             | Vanaf 1933 NBAS-Bondshuis (Nederlandsche Bond van Abstinent Studeerenden), later in gebruik bij de NJHC. |
| Roderesch             | Jeugdherberg De Zwerfsteen van 1954 tot ong. 2000 in voormalig Werkkamp Roden. |
| Reeuwijk              | Jeugdherberg De Waterhaan van juni 1933 tot ong. 1980. |
| Sneek                 | Per 1 december 2016 sloot Stayokay Sneek zijn deuren. Volgens de keten kan de winst van het pand niet op tegen de huur van het hostel, en wordt het huurcontract niet verlengd.                                                              |
| Scheemda              | Per 1 januari 2017 sloot Stayokay Scheemda zijn deuren. Het hostel gaat verder als Herberg De Esborg. |
| Schiermonnikoog       | Van ong. 1945 tot ong. 1990 in landhuis Rijsbergen. |
| Valkenswaard          | Stayokay Valkenswaard is per 1 april 2015 overgenomen door Bosherberg & hostel Harba Lorifa. |